# Biblis aganisa
Biblis aganisa är en fjärilsart som beskrevs av Jean Baptiste Boisduval 1836. Biblis aganisa ingår i släktet Biblis och familjen praktfjärilar. Inga underarter finns listade i Catalogue of Life.